# Villabassa di Senosecchia
 Villabassa di Senosecchia (nome italiano dal 1923 al 1945, in sloveno Dolenja vas, in tedesco Niederdorf) è un paese della Slovenia, frazione del comune di Divaccia.
La località si trova a 3 km da Senosecchia a 526.9 metri s.l.m., a 10.4 kilometri a nord del capoluogo comunale ed a 18.5 kilometri dal confine italiano.
Nell'insediamento è presente inoltre l'agglomerato di Malni.
Durante il dominio asburgico fu comune autonomo.
Dopo la prima guerra mondiale passò, come tutta la Venezia Giulia, al Regno d'Italia, inquadrato nella Provincia di Trieste e comprendeva anche gli attuali insediamenti di Potocce di Villabassa e Vitozza dell'attuale comune di Divaccia.
Nel 1926 il comune fu soppresso e aggregato a Senosecchia; successivamente il territorio passò alla Jugoslavia e quindi alla Slovenia.
Nota:  il territorio da Trieste fino a Postojna (Adelsberg, Postumia) fu annesso alla Germania nel 1943, come "Adriatische Kuestenland" o "Litorale Adriatico", e venne annesso alla Jugoslavia nel maggio del 1945.

## Corsi d'acqua
Torrente Rassa (Raša); Ločnik; Bazovica